# Huaröds församling
Huaröds församling var en församling i Lunds stift och i Kristianstads kommun. Församlingen uppgick 2010 i Degeberga församling.

## Administrativ historik
Församlingen har medeltida ursprung.
Församlingen var till 1962 moderförsamling i pastoratet Huaröd och Svensköp. Från 1962 till 2010 var den annexförsamling i pastoratet Degeberga, Vittskövle, Maglehem, Hörröd och Huaröd. Församlingen uppgick 2010 i Degeberga församling.

## Kyrkoherdar
| Ämbetstid | Namn                      | Levnadstid | Övrigt |
| --------- | ------------------------- | ---------- | ------ |
|           | Jöns Knutsson             |            |        |
| 1567      | Åstrad Nielsen            |            |        |
| 1584      | Suend Andersönn           |            |        |
| 1610–1630 | Anders Jörgenssön (Stohl) |            |        |
| 1648–1681 | Peder Söffrensen Fristrup |            |        |
| 1683–1705 | Daniel Ingvarsson Sommar  | 1647–1705  |        |
| 1708–1712 | Elias Georg Wedege        |            |        |
| 1713–1737 | Nicolaus Bruzelius        | 1669–1737  |        |
| 1738–1749 | Nils Bruzelius            |            |        |
| 1750–1766 | Johan Nolén               | 1708–1766  |        |
| 1766–1776 | Olaus Hjersovius          | 1718–1776  |        |
| 1778–1797 | Johan Georg Lieberath     |            |        |
| 1797–1823 | Erasmus Ludolph Nolleroth | 1756–1823  |        |
| 1824–1850 | Per Neosander Anglin      |            |        |
| 1850–1853 | Axel Wilhelm Hwasser      | 1806–1853  |        |
| 1855–1856 | Anders Samuel Schartau    | 1793–1856  |        |
| 1860–     | Per Braun                 | 1811–      |        |

## Kyrkor
- Huaröds kyrka